# Węgorzyno (jezioro na Pojezierzu Kaszubskim)
Węgorzyno (kaszb.Jezoro Wãgòrzëno) – jezioro rynnowe na Pojezierzu Kaszubskim w powiecie kartuskim (województwo pomorskie). Nad jeziorem leżą miejscowości Sulęczyno i Bukowa Góra. Przez jezioro przepływa Słupia (będąca szlakiem kajakowym). Nad brzegiem jeziora znajduje się plaża i kąpielisko, prowadzi tędy również ścieżka przyrodniczo - dydaktyczna "Brzegiem Jeziora Węgorzyno". Pobliski "Leśny Dwór" i przylegający do niego park są miejscami dorocznej imprezy plenerowej – festiwalu "Jazz w Lesie". 
Ogólna powierzchnia: 162,4 ha